# 14739 Edgarchavez
14739 Edgarchavez è un asteroide della fascia principale. Scoperto nel 2000, presenta un'orbita caratterizzata da un semiasse maggiore pari a 2,9905938 UA e da un'eccentricità di 0,1169061, inclinata di 9,61502° rispetto all'eclittica.